# (2328) Robeson
(2328) Robeson (1972 HW) – planetoida z pasa głównego asteroid okrążająca Słońce w ciągu 3,59 lat w średniej odległości 2,34 au. Odkryta 19 kwietnia 1972 roku.